# Cabriales
Der Cabriales ist ein kleiner Fluss im Bundesland Carabobo in Venezuela. Er fließt durch die Stadt Valencia und mündet in den Valenciasee.

## Referenz
- Rand McNally, The New International Atlas, 1993.